# Ана Попълуел
Ана Катрин Попълуел (на английски: Anna Popplewell) е английска филмова, телевизионна и театрална актриса. Най-известна е с ролите си на Сюзън Певънзи във Филмовата поредица „Хрониките на Нарния“ и тази на лейди Лола в серила „Царуване“.

## Биография
Ана Попълуел е родена на 16 декември 1988 г. в Лондон. Тя е най-възрастното от три деца, дъщеря е на съдията от върховния съд Андрю Попълуел и Дебра Ломас. Посещава колегиално училище в северен Лондон. Приета е в Оксфорд през 2007 г.
Попълуел започва кариерата си на 6-годишна възраст като взима часове в драматичната школа „Асортс“. Дебютира във филма „Паркът на Менсфийлд“ през 1999 г. Следват поддържащи роли във филмите „Малкия вампир“ през 2000 г. и „Момиче с перлена обица“ през 2003 г. със Скарлет Йохансон.
Първата ѝ главна роля е във филма „Хрониките на Нарния: Лъвът, Вещицата и дрешникът“ през 2005 г. в ролята на Сюзън Певънзи.
Тя има фобия от мишки, която изисква дубльор, за да направи сцената си на Каменната маса в „Лъвът, Вещицата и дрешникът“. Участва и във втория филм от поредицата „Хрониките на Нарния принц Каспиан“ и се появява в третия.
През 2013 г. изиграва Лола, приятелка и придворна дама на Мери в сериала „Царуване“, чието заснемане се провежда в Ирландия и Канада.

## Филмография
| година | Заглавие                                         | роля                  | бележки     |
| ------ | ------------------------------------------------ | --------------------- | ----------- |
| 1999   | Паркът на Менсфийлд                              | Бетси                 |             |
| 2000   | Малкият Вампир                                   | Анна Саквил-Баг       |             |
| 2001   | Аз без теб                                       | Младата Марина        |             |
| 2002   | Thunderpants                                     | Дениз Smash           |             |
| 2003   | Момиче с перлена обица                           | Maertge               |             |
| 2005   | Хрониките на Нарния: Лъвът, Вещицата и дрешникът | Сюзън Певенси         |             |
| 2008   | Хрониките на Нарния : Принц Каспиан              | Сюзън Певенси         |             |
| 2010   | Хрониките на Нарния : Плаване по разсъмване      | Сюзън Певенси         | камея       |
| 2012   | Сезон на изплащане                               | Изи                   |             |
| 2015   | Изрод на възпитанието                            | Медсестра Бетани Лейн |             |
| 2017   | Последният рожден ден                            | Олга                  | Къс         |
| 2019   | Приказка на Ню Йорк                              | Франки                | Главна роля |

| година    | Заглавие                  | роля             | бележки               |
| --------- | ------------------------- | ---------------- | --------------------- |
| 1998      | Крийк на французин        | Хенриета         | Телевизионен филм     |
| 2000      | Мръсни трикове            | Ребека           | Мини сериал           |
| 2001      | Любов в студен климат     | Виктория         | Мини сериал           |
| 2002      | Даниел Деронда            | Фани Дейвилов    | Мини сериал           |
| 2011      | Comedy Lab                | Самата тя – гост | Епизод: „Напълно Том“ |
| 2011      | Смел нов свят             | Маура Тафт       | Телевизионен филм     |
| 2012      | Halo 4: Напред към зората | Чилер Силва      | Уеб сериал            |
| 2012      | Поглеждайки назад         | себе си          | Документален          |
| 2013-2016 | Царуване                  | Лейди Лола       | Главна роля           |
| 2019      | Ти си тук                 | Таня             |                       |

| година | Заглавие                                       | роля          | бележки      |
| ------ | ---------------------------------------------- | ------------- | ------------ |
| 2005   | Хрониките на Нарния Лъвът,Вещицата и дрешникът | Сюзън Певенси | Гласова роля |
| 2008   | Хрониките на Нарния Принц Каспиан              | Сюзън Певенси | Гласова роля |

|  | Тази страница частично или изцяло представлява превод на страницата Anna Popplewell в Уикипедия на английски. Оригиналният текст, както и този превод, са защитени от Лиценза „Криейтив Комънс – Признание – Споделяне на споделеното“, а за съдържание, създадено преди юни 2009 година – от Лиценза за свободна документация на ГНУ. Прегледайте историята на редакциите на оригиналната страница, както и на преводната страница, за да видите списъка на съавторите. ВАЖНО: Този шаблон се отнася единствено до авторските права върху съдържанието на статията. Добавянето му не отменя изискването да се посочват конкретни източници на твърденията, които да бъдат благонадеждни. |